# Амар, Акбар, Антони
«Амар, Акбар, Антони» (хинди अमर अकबर एन्थोनी, Amar Akbar Anthony) — индийский фильм в жанре масала, снятый в 1977 году режиссёром Манмоханом Десаи. Сюжет рассказывает о трёх братьях, разделённых в детстве и воспитанных в традициях трёх разных религий. Фильм стал крупнейшим блокбастером года и был представлен на Filmfare Awards в нескольких номинациях, в итоге выиграв награды за лучшую мужскую роль, лучшую музыку и лучший монтаж.
Позже были сняты ремейки этого фильма на телугу — Ram Robert Rahim (1980) и на малаялам — John Jaffer Janardhanan (1982).

## Сюжет
Кишанлал (Пран) возвращается из тюрьмы, где он отбывал срок вместо своего босса Роберта (Дживан), взамен на обещание позаботиться о его семье. Дома его встречают трое сыновей, дерущиеся из-за еды и игрушек, которых не хватает на всех, и жена Бхарати (Нирупа Рой), больная туберкулёзом. От жены он узнаёт, что Роберт и не думал им помогать. Придя к бывшему хозяину просить помощи, он получает только насмешки и унижения. В отместку он угоняет автомобиль Роберта, в котором после обнаруживает полный ящик золота.
Вернувшись домой, вместо жены он находит прощальную записку, в которой Бхарати говорит, что не желает быть обузой и решает уйти из жизни. Взяв с собой детей, Кишанлал пытается бежать из города. Однако Роберт посылает за ним своих людей. Не желая подвергать сыновей опасности, отец оставляет их в парке, а сам старается уйти от погони. Старший сын бежит вслед за отцом, но его сбивает машина. Раненого мальчика подбирает офицер полиции. Средний сын уходит на поиски еды, но, остановившись переждать дождь, засыпает на пороге католической церкви, где его находит местный священник. А в это время проходящий мимо мусульманин видит плачущего младшего сына и забирает его к себе. По дороге домой он встречает Бхарати, которая ослепла в результате несчастного случая, но отказалась от попыток самоубийства. Кишанлал возвращается в парк с ящиком золота, но не находит никого из своих детей.
Мальчики вырастают. Старший — Амар (Винод Кханна), становится полицейским и исповедует индуизм. Средний — Энтони (Амитабх Баччан), христианин, но при этом большой грешник. Он содержит бар, проводит незаконные операции и часто влезает в драки. Младший — Акбар (Риши Капур), мусульманин и популярный певец. Все трое встречаются, сдавая кровь для жертвы аварии — их биологической матери Бхарати.
Кишанлал же стал контрабандистом и вынудил Роберта работать на него, похитив его дочь Дженни (Парвин Баби) и воспитав её как свою собственную. Однако Роберт не сломлен и однажды сбегает, прихватив на этот раз уже золото Кишанлала. Скрыться ему помогает добросердечный Энтони. На поиски Роберта бросаются как Кишанлал, так и Амар, приёмного отца которого Роберт застрелил при побеге. В результате Энтони попадает в конфронтацию как с отцом, так и со старшим братом, а Роберт скрывается ото всех, полный решимости вернуть свою дочь любой ценой.
Пытаясь выяснить, где находится Дженни, Роберт встречает Бхарати, узнаёт жену врага и приказывает своим людям её схватить. Спасаясь от преследователей, Бхарати попадает на фестиваль Дивали, где к ней возвращается зрение. На этом же фестивале она встречает Акбара и узнаёт его на детской фотографии. Амар, выслеживая Кишанлала, приходит к дому, где он жил с родителями и братьями, и вспоминает детство. А Кишанлал узнаёт в полицейском своего старшего сына. Дженни тем временем знакомится с Энтони и приходит с ним в церковь, где священник рассказывает историю о том, как он нашёл своего подопечного. Дженни понимает, что Энтони — один из потерянных детей её опекуна, и решает обрадовать его этой вестью, но тут её ловят люди Роберта.

## В ролях
- Амитабх Баччан — Энтони Гонсалвес, средний брат, христианин
- Риши Капур — Акбар Аллахобади, младший брат, мусульманин
- Винод Кханна — Амар Кханна, старший брат, индуист
- Парвин Баби — Дженни, дочь Роберта, возлюбленная Энтони
- Ниту Сингх — Салма Али, возлюбленная Акбара
- Шабана Азми — Лакшми, возлюбленная Амара
- Пран — Кишанлал, отец братьев
- Нирупа Рой — Бхарати, мать братьев
- Дживан[англ.] — Роберт и его брат Альберт
- Хелен — фальшивая Дженни
- Ранджит[англ.] — Ранджит, сводный брат Лакшми
- Нассир Хусейн[англ.] — священник, опекун Энтони
- Камал Капур — офицер Кханна, приемный отец Амара
- Шиврадж — мистер Аллахобади, приемный отец Акбара
- Мукри — Таияб Али, отец Салмы
- Надира[англ.]— мачеха Лакшми
- Юсуф Хан — Зебиско, телохранитель Дженни
- Мастер Битту — Амар в детстве
- Мастер Рави — Энтони в детстве
- Мастер Тито — Раджу / Акбар в детстве

## Производство
По словам Манмохана Десаи, идея фильма пришла к нему после прочтения газетной заметки об алкоголике, который, решив покончить с жизнью, оставил троих своих детей в парке. Сценарий фильма написал Праяг Радж (англ. Prayag Raj), а диалоги — Кадер Хан, автором сюжета выступила супруга режиссёра — Дж. М. Десаи. В качестве оператора был приглашён Питер Перейра, с которым Десаи уже работал в фильмах «Опасное сходство» (1970) и «Приди в мои объятия» (1973). Главные роли в фильме сыграли одни из наиболее популярных актёров того времени Амитабх Баччан, Риши Капур и Винод Кханна. Их подруг на экране исполнили Парвин Баби, снявшаяся с Амитабхом в фильмах Majboor (1974) и «Стена» (1975), и Ниту Сингх, на счету которой к тому времени было уже пять фильмов в паре с Риши Капуром. Третью роль Десаи предложил Шабане Азми, которая снималась у него в Parvarish.
По словам режиссёра персонаж Энтони был списан с реального человека из его юности.
Монолог Энтони в начале песни «My name is Anthony Gonsalves», по некоторым данным, является цитатой из выступления премьера-министра Великобритании Бенджамина Дизраэли на заседании парламента в 1878 году. Однако для большей части хинди-аудитории он воспринимался как ничего незначащая бессмыслица. Буквально монолог можно перевести так: «Вы видите линейный коэффициент — это просто положение гемоглобинного давления по стране, потому что искушенный риторик опьянен изобилием вашего многословия».

## Саундтрек
Все тексты написаны Анандом Бакши, вся музыка написана дуэтом Лаксмикант-Пьярелал.
| №  | Название                       | Исполнители                                       | Длительность |
| -- | ------------------------------ | ------------------------------------------------- | ------------ |
| 1. | «Amar Akbar Anthony»           | Кишор Кумар, Махендра Капур, Шайлендра Сингх      | 5:52         |
| 2. | «Humko Ho Gaya Hai Pyar»       | Кишор Кумар, Мукеш, Мохаммед Рафи, Лата Мангешкар | 6:03         |
| 3. | «Taiyab Ali Pyar Ka Dushman»   | Мохаммед Рафи & хор                               | 4:40         |
| 4. | «Parda Hai Parda»              | Мохаммед Рафи & хор                               | 6:12         |
| 5. | «Shirdi Wale Saibaba»          | Мохаммед Рафи & хор                               | 5:52         |
| 6. | «My Name Is Anthony Gonsalves» | Кишор Кумар, Амитабх Баччан                       | 5:32         |
| 7. | «Ye Sach Hai Koi Kahani Nahi»  | Мохаммед Рафи                                     | 2:22         |

Поскольку персонажу Энтони вначале планировалось дать фамилию «Фернандес», распространённую среди индийских христиан, то исполняемую им песню должны были назвать «My Name Is Anthony Fernandes». Однако, когда композиторы, поэт-песенник и режиссёр встретились, чтобы начать работать над саундтреком, такое название никому не понравилось. Тогда Пьярелал предложил сменить фамилию персонажа на «Гонсалвес», таким образом назвав героя фильма в честь своего учителя музыки Энтони Гонсалвеса, чьими учениками были также композиторы Шьям Сундер, Р. Д. Бурман и Мадан Мохан.
Исполненная Мохаммедом Рафи «Parda Hai Parda» стала одним из наиболее известных примеров каввали в кино. В её инструментальный ансамбль вошли фисгармония, табла, дхолак, гитара, мандолина и шахнай с кларнетом. Композиция имеет модифицированную форму мукхра-антара, в которой куплеты включают в себя отрезки вольного стиха разной длины.
Она и две другие песни, «Taiyab Ali Pyar Ka Dushman» и «Shirdi Wale Saibaba», вернули певцу прежнюю популярность, которая была у него в 1960-х годах, но пошла на спад в начале 1970-х годов. Голос Рафи легко сочетался с юношеским и дерзким изображением Риши Капура на экране, что дало ему необходимый подъём.
Ещё одна песня «Humko Tumse Ho Gaya Hai», исполненная четырьмя наиболее признанными певцами того времени: Латой Мангешкар, Кишор Кумаром, Мукешем и Мохаммедом Рафи, — единственный случай, когда они объединили свои голоса в одной песне.

## Влияние
- «Амар, Акбар, Энтони» стал самым хитовым фильмом 1977 года. Согласно данным бокс-офисов, фильм собрал около 73 крор рупий и долгое время входил в десятку наиболее кассовых индийских фильмов вместе с «Месть и закон», «Кто я для тебя?», «Мать Индия», «Хлеб насущный», «Великий Могол» и «Владыка судьбы»[7].
- После успеха фильма Манмохан Десаи работал с Амитабхом во всех своих последующих фильмах («Воспитание» (1977), «Семейное счастье» (1979), «Судьба» (1981), «Патриот» (1982), «Носильщик» (1983), «Раджа» (1985) и «Ганга, Джамна, Сарасвати» (1988))[8].
- В фильме можно найти интересные совпадения, которые порой остаются незамеченными зрителем, однако они немаловажны для социального подтекста фильма. Тот момент, что мальчиков воспитали в 3 разных религиях, приобретает особую значимость, когда зрители осознают, что они были разделены в День независимости Индии после того, как отошли от статуи Ганди. А также имя матери Амара, Акбара и Энтони — Бхарати — переводится с хинди как «Индия».
- После того, как фильм завоевал любовь в сердцах у зрителей, по Индии стала ходить шутка, что если бы у героев Нирупы и Прана был четвёртый сын, его должны были бы воспитать сикхи.
- «Амар, Акбар, Энтони» считается лучшим примером классической масалы 1970-х годов[9], так как фильм содержит в себе все типы различных героев, населяющих вселенную Болливуда в те годы.
- Фильм «Ганга, Джамна, Сарасвати» изначально задумывался как сиквел «Амар, Акбар, Энтони», однако позже стал самостоятельным проектом[10].
- После фильма сочетание этих трёх имён — Амар, Акбар, Энтони — стало в Индии говорящим. Например, после смерти Индиры Ганди, когда Раджив Ганди собрал свою команду (Baba Log) во главе с Ахмедом Пателем, Оскаром Фернандесом и Аруном Сингхом, в народе их прозвали именно как Амар, Акбар, Энтони[11][12].
- В 2008 году в Болливуде вышла картина под названием «Моё имя Энтони Гонсалвес», где в ролях сыграли Никхил Двиведи, Митхун Чакраборти и Амрита Рао.